# مقاطعة فالي (نبراسكا)
مقاطعة فالي (بالإنجليزية: Valley County)‏ هي إحدى مقاطعات ولاية نبراسكا في الولايات المتحدة الأمريكية.